# Olympische Sommerspiele 1920/Leichtathletik – Hammerwurf (Männer)

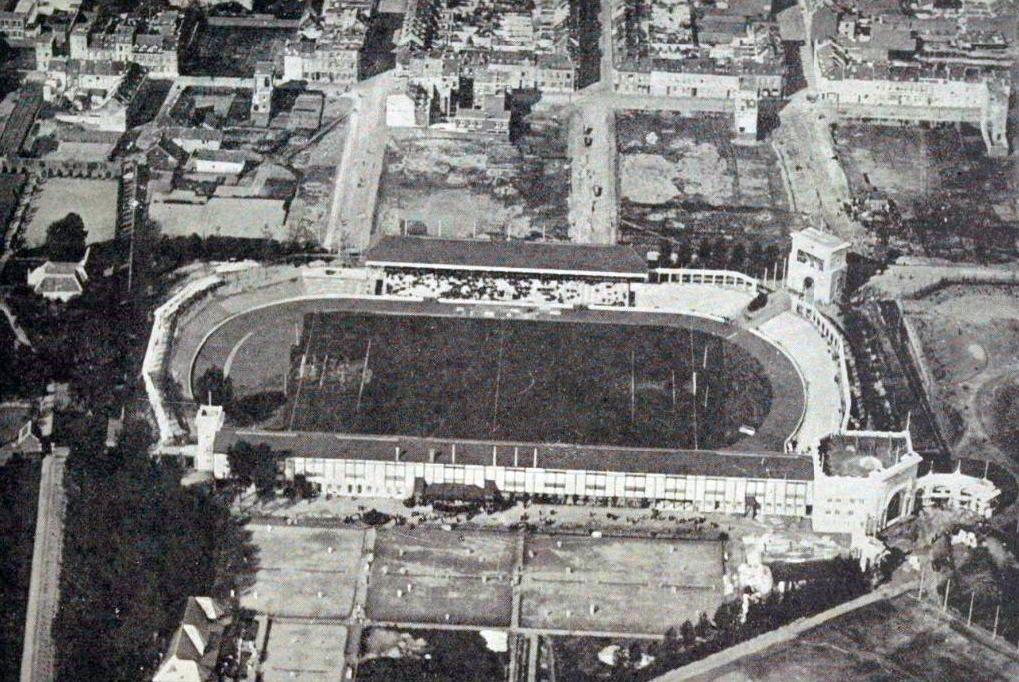
Das Antwerpener Olympiastadion

Der Hammerwurf der Männer bei den Olympischen Spielen 1920 in Antwerpen wurde am 18. August 1920 im Antwerpener Olympiastadion ausgetragen. Zwölf Athleten nahmen daran teil.
Olympiasieger wurde der US-Werfer und aktuelle Weltrekordhalter Pat Ryan, Silber ging an den Schweden Carl Johan Lind. Basil Bennett aus den USA gewann Bronze.
Athleten aus der Schweiz nahmen nicht teil. Deutschland und Österreich waren von diesen Spielen ausgeschlossen.

## Bestehende Rekorde
| Weltrekord         | 57,77 m | Pat Ryan ( USA)     | New York, USA          | 17. August 1913 |
| Olympischer Rekord | 54,74 m | Matt McGrath ( USA) | OS Stockholm, Schweden | 14. Juli 1912   |

Der bestehende olympische Rekord wurde bei diesen Spielen um knapp zwei Meter verfehlt.

## Durchführung des Wettbewerbs
Alle zwölf Werfer hatten am 18. August (Start: 10.45 Uhr) eine Qualifikationsrunde zu absolvieren. Die besten sechs Athleten – hellblau unterlegt – zogen ins Finale ein, das am Nachmittag des gleichen Tages stattfand. Die in der Qualifikation erzielten Weiten kamen wie in anderen Disziplinen und wie in den Jahren zuvor mit in die Endwertung.

## Qualifikation
Datum: 18. August 1920, 10.45 Uhr
Im zweiten Versuch der Qualifikation verletzte sich Titelverteidiger McGrath – siehe Bild – am Knie und musste den Wettkampf aufgeben.
| Platz | Name             | Nation         | Weite    | Anmerkung |
| ----- | ---------------- | -------------- | -------- | --------- |
| 1     | Pat Ryan         | USA            | 52,830 m |           |
| 2     | Basil Bennett    | USA            | 48,230 m |           |
| 3     | Carl Johan Lind  | Schweden       | 48,000 m |           |
| 4     | Malcolm Svensson | Schweden       | 47,290 m |           |
| 5     | Matt McGrath     | USA            | 46,670 m |           |
| 6     | Tom Nicolson     | Großbritannien | 45,700 m |           |
| 7     | Nils Linde       | Schweden       | 44,885 m |           |
| 8     | James McEachern  | USA            | 44,700 m |           |
| 9     | Archie McDiarmid | Kanada         | 44,660 m |           |
| 10    | Robert Olsson    | Schweden       | 44,190 m |           |
| 11    | Johan Pettersson | Finnland       | 41,760 m |           |
| NM    | John Cameron     | Kanada         | ogV      |           |

## Finale
Datum: 18. August 1920
| Platz | Name             | Nation         | Weite    | Anmerkung |
| ----- | ---------------- | -------------- | -------- | --------- |
| 1     | Pat Ryan         | USA            | 52,875 m |           |
| 2     | Carl Johan Lind  | Schweden       | 48,430 m |           |
| 3     | Basil Bennett    | USA            | 48,250 m |           |
| 4     | Malcolm Svensson | Schweden       | 47,290 m |           |
| 5     | Matt McGrath     | USA            | 46,670 m |           |
| 6     | Tom Nicolson     | Großbritannien | 45,700 m |           |

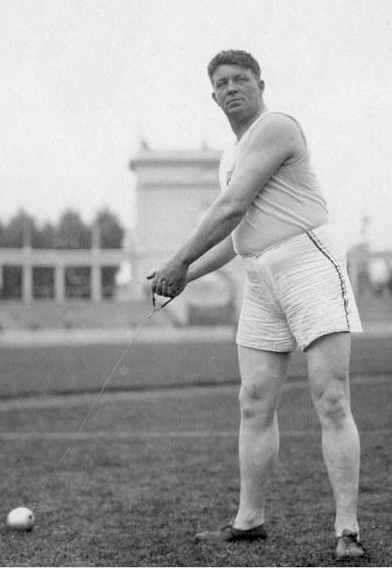
Olympiasieger Pat Ryan

Pat Ryan war schon viele Jahre als aktiver Hammerwerfer aktiv. Für die Olympischen Spiele 1908 hatte ihn sein irischer Verband nicht aufgestellt. 1912 gehörte er nach seiner Auswanderung in die Vereinigten Staaten zu den besten Hammerwerfern der Welt, konnte jedoch nicht zu den Spielen in Stockholm fahren, da er noch nicht die amerikanische Staatsbürgerschaft hatte. Nun, acht Jahre später, war es für Ryan endlich so weit. Mit 37 Jahren war er erstmals Olympiateilnehmer. 1913 hatte er den Weltrekord auf 57,77 m geschraubt, ein Rekord, der 25 Jahre Bestand hatte. In Antwerpen wurde er seiner Favoritenrolle gerecht und gewann mit mehr als vier Metern Vorsprung die Goldmedaille. Sein Vorgänger Matt McGrath verletzte sich im zweiten Durchgang und wurde Fünfter.
Im Finale konnte sich nur der Schwede Carl Johan Lind verbessern. Sein Steigerung um 43 Zentimeter brachte ihm die Silbermedaille ein. Dritter wurde der beste US-Hammerwerfer Basil Bennett.
Pat Ryans Goldmedaille bedeutete den fünften US-Sieg im Hammerwurf im fünften olympischen Finale. Carl Johan Lind gelang die erste schwedische Medaille in dieser Disziplin.

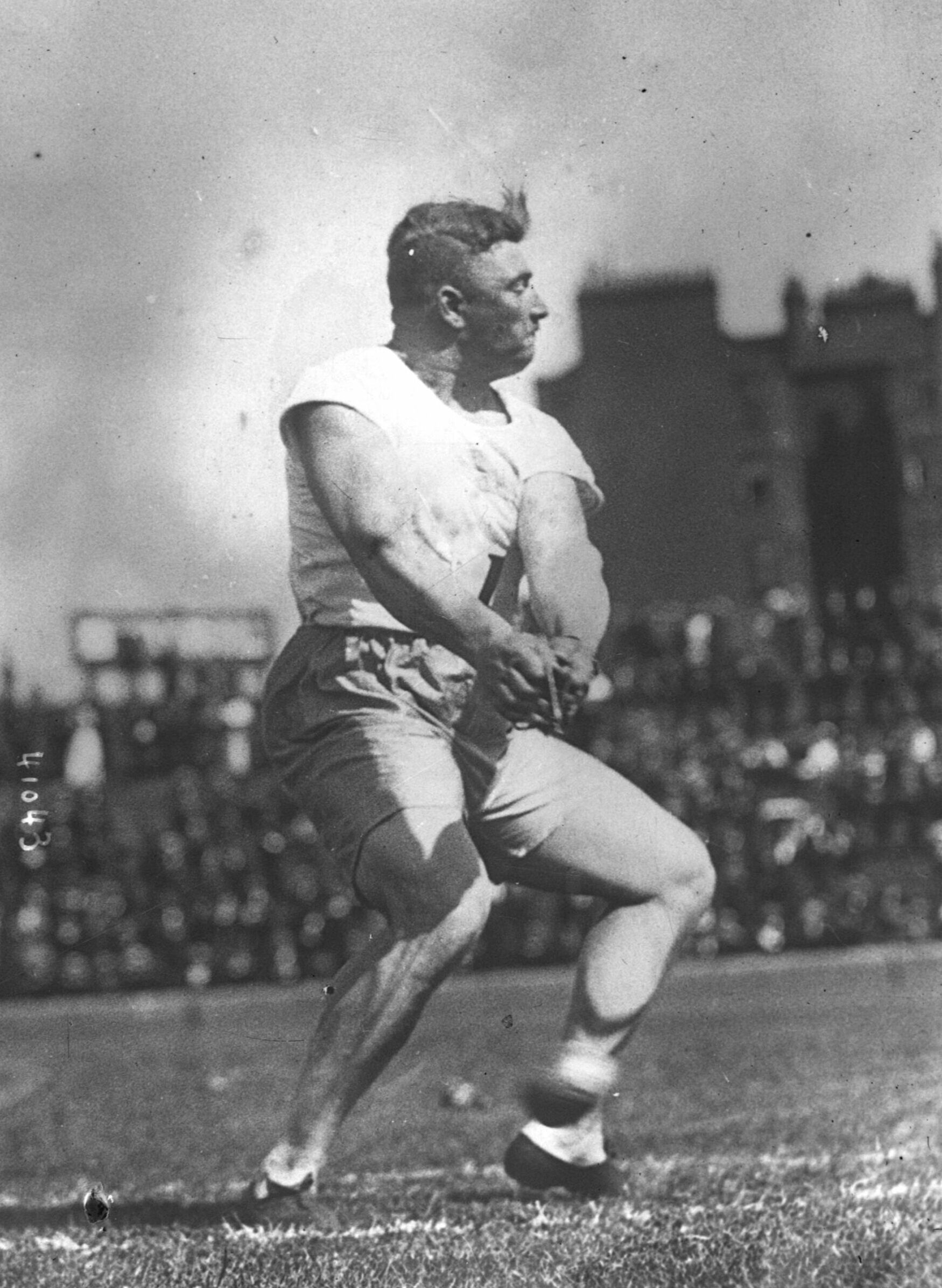
Silbermedaillengewinner Carl Johan Lind
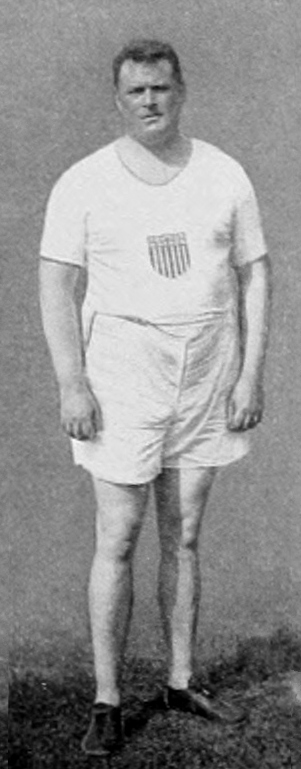
Matt McGrath (hier im Jahr 1912), Sieger von 1912, kam hier auf den fünften Platz